# Битва при Хансандо
Би́тва при Хансандо́ (кор. 閑山島海戰 / 閑山島大捷, 한산도 해전 / 한산도대첩, яп. 閑山島海戦) — морское сражение, состоявшееся между японским и корейским флотом у восточного побережья острова Хансандо в ходе Имдинской войны. Первая битва третьей кампании Ли Сунсина, одна из крупнейших морских баталий войны.

## Краткие сведения
Череда поражений японцев на море от флота Ли Сунсина поставила под угрозу их транспортные пути в Корейском проливе, по которым доставлялись подкрепление и провизия из Японии в Корею. Японский правитель Тоётоми Хидэёси отдал приказ части своих войск, находившихся в центральных районах полуострова, отойти к южному побережью, сформировать большой флот и уничтожить военно-морские силы корейцев. За формирование флота взялись командиры Куки Ёситака, Като Ёсиаки и Вакидзава Ясухару, выходцы из пиратско-самурайских родов. Последний, не дожидаясь коллег, самовольно вывел свои 73 корабля из порта Пусана и отправился в направлении базы корейского флота в Ёсу. Эскадра Вакидзаки состояла из 36 крупных кораблей атаке-бунэ, 24 малых кораблей сэки-бунэ и 13 скоростных лодок хая-бунэ.
Тем временем корейский объединённый флот под предводительством Ли Сунсина, Вон Гюна и Ли Окки отправился навстречу японским силам. Он уступал численно, но превосходил противника по количеству крупных судов и артиллерии. В целом корейцы имели 56 корабля, из которых 3 были броненосными «кораблями-черепахами», а остальные — большими судами класса пханоксон.
14 августа 1592 года адмирал Ли Сунсин получил донесение разведчиков, что флот Вакидзаки находился на стоянке в узком проливе Къённэрян (кор. 견내량, Gyeonnaeryang), между островом Коджедо и Корейским полуостровом. На совещании корейского командования Вон Гюн настаивал на немедленной атаке противника. Однако Ли Сунсин отверг эти настояния, из-за опасности пролива, и принял решение заманить противника в открытое море и уничтожить его огневой мощью. Командование договорилось, что основные корейские силы — 24 судна под руководством Ли Сунсина — займут позиции впереди острова Хансандо, а флоты Вон Гюна и Ли Окки спрячутся в засадах на флангах за мысами острова.
На следующее утро Ли Сунсин выслал 6 крупных кораблей в сторону противника с целью выманить его. Японцы начали преследовать корейские корабли и вышли в море перед островом Хансандо. Вакидзака обнаружил флот Ли Сунснина, который был меньше его собственного, и приказал немедленно атаковать его. В ответ корейский флот выстроился в V-образную формацию «крылья журавля» и начал отходить к берегу острова Хансандо. Когда японцы глубоко зашли между обоих «крыльев», надеясь поразить центр формации, где находился флагманский корабль Ли Сунсина, из засады вышли корабли Вон Гюна и Ли Оки. Корейцы окружили с флангов судна противника и открыли по ним шквальный артиллерийский огонь.
Битва продолжалась до четырёх часов дня. 47 японских кораблей было потоплено, а 12 захвачено. Более 8000 японских воинов полегло в бою. Японский адмирал Вакидзака Ясухару потерял лучших своих офицеров и был ранен стрелами неприятеля. Ему удалось отступить из боя и вывести с собой 14 кораблей. В противовес этому корейцы потеряли убитыми и ранеными чуть больше сотни, а из всей эскадры было потоплено только 4 корабля.
Победа корейского флота при Хансандо поставила крест на планах Тоётоми Хидэёси завоевать Китай. Японцы не могли продвигать войска дальше на север из-за незащищенности морских путей сообщения с Японией. Японское войско потеряло наступательную инициативу и стало переходить к обороне. Пользуясь этим, активизировались корейские партизаны, которые стали нападать на японский транспорт в пути. Поход японской армии в Китай через Корею превратился в войну за контроль над Кореей.

## В популярной культуре
- «Битва у острова Хансан» — южнокорейская кинокартина 2022 года, второй фильм из трилогии режиссёра Ким Ханмина о морских сражениях Имдинской войны, где показана битва при Хансандо[5].